# Escudo de Quito
El escudo de armas de San Francisco de Quito es el símbolo heráldico que representa a la ciudad y que fue otorgado y expedido por  S.M. el Rey Carlos I de España el 14 de marzo de 1541 en Talavera. En la Real Cédula se indica el blasonado:

Un castillo de plata metido entre dos cerros o peñas, con una cava al pie de cada uno de ellos de color verde, y asimismo encima de dicho castillo una cruz de oro con su pie verde que la tengan en las manos dos águilas negras grietadas de oro, la una a la mano derecha y la otra a la izquierda, puestas en vuelo, todo en campo de colorado, y por orla un cordón de San Francisco de oro en campo azul.

El castillo es un símbolo utilizado por Castilla, uno de los reinos (Corona) de Carlos I y el que más peso tenía en América, aunque también es comúnmente utilizado para la representación de una fortaleza, villa amurallada o ciudad de destacada importancia. Los montes, de los que no se especifica esmalte dibujan, al situar el castillo entre medio, un valle, representando así la geografía de la ciudad, asentada entre el Pichincha al oeste y otros cerros, montes y volcanes al este. Cada cerro muestra una cava (cueva) que puede relacionarse con la explotación minera, notable a los inicios de la presencia española. La cruz es un símbolo cristiano surmontado al castillo y que es sujetada por su pie por dos águilas negras. Las águilas son mueble heráldico muy utilizado por Carlos I en representación de su titularidad imperial del Sacro Imperio Romano Germánico y que a veces se muestra como una y bicéfala o dos águilas en sí. La Real Cédula finaliza señalando por orla un cordón de San Francisco, santo al que fue dedicado el nombre de la ciudad, de oro en un campo de azur, que corresponde a una bordura.
El diseño empleado por la Alcaldía Metropolitana muestra el escudo acompañado de una tarjeta moldurada decorada y timbrado por un yelmo dorado ornado con airones. Ese diseño fue adoptado en 1944.

Representación heráldica del blasón de 1541.
Versión referencial hallada en las publicaciones transcriptas del Libro de Cabildos de Quito 1597 - 1603.